# تشنغ مينغ
تشنغ مينغ (بالصينية: 程明) هي نبالة صينية، ولدت في 11 فبراير 1986 في مدينة جيلين في الصين.

## وصلات خارجية
- تشنغ مينغ على موقع الاتحاد الدولي للرماية بالسهام (الإنجليزية)
- تشنغ مينغ على موقع اللجنة الأولمبية الدولية (الإنجليزية)
- تشنغ مينغ على موقع أوليمبيديا (الإنجليزية)
- تشنغ مينغ على موقع اللجنة الأولمبية الصينية (الإنجليزية)